# Новое в зарубежной лингвистике
«Но́вое в зарубе́жной лингви́стике» (до VII выпуска включительно — «Но́вое в лингви́стике») — серия сборников переводных статей по языкознанию, издававшихся в СССР в 1960—1980-е годы.

## История
Серия основана Владимиром Звегинцевым в 1960 году. Начиная с V-го выпуска сборники статей посвящались определённой теме или лингвистической школе.
Всего вышло 25 выпусков серии. Сборники выходили в издательствах: «Издательство иностранной литературы» (выпуски I—III), «Прогресс» (выпуски IV—XI и XIV—XXV), «Радуга» (выпуски XII—XIII).
В 1999 году избранные статьи из нескольких сборников были переизданы издательством «Прогресс» в трёх частях.

## Список выпусков
| Выпуск | Год  | Составитель выпуска                             | Список трудов (написание имён дано в орфографии оригинала) |
| ------ | ---- | ----------------------------------------------- | --- |
| I      | 1960 | В. А. Звегинцев                                 | Метод глоттохронологии: |
| I      | 1960 | В. А. Звегинцев                                 | В. А. Звегинцев. Лингвистическое датирование методом глоттохронологии (лексикостатистики) |
| I      | 1960 | В. А. Звегинцев                                 | Моррис Сводеш. Лексикостатистическое датирование доисторических этнических контактов (На материале племён эскимосов и североамериканских индейцев) / Перевод с английского И. П. Токмаковой                                                 |
| I      | 1960 | В. А. Звегинцев                                 | Моррис Сводеш. К вопросу о повышении точности в лексикостатистическом датировании / Перевод с английского И. П. Токмаковой |
| I      | 1960 | В. А. Звегинцев                                 | Гарри Хойер. Лексикостатистика (Критический разбор) / Перевод с английского И. П. Токмаковой |
| I      | 1960 | В. А. Звегинцев                                 | Гипотеза Сепира — Уорфа: |
| I      | 1960 | В. А. Звегинцев                                 | В. А. Звегинцев. Теоретико-лингвистические предпосылки гипотезы Сепира — Уорфа |
| I      | 1960 | В. А. Звегинцев                                 | Бенджамен Л. Уорф. Отношение норм поведения и мышления к языку / Перевод с английского Л. Н. Натан и Е. С. Туркозой |
| I      | 1960 | В. А. Звегинцев                                 | Бенджамен Л. Уорф. Наука и языкознание (О двух ошибочных воззрениях на речь и мышление, характеризующих систему естественной логики, и о том, как слова и обычаи влияют на мышление) / Перевод с английского Е. С. Кубряковой и В. П. Мурат |
| I      | 1960 | В. А. Звегинцев                                 | Бенджамен Л. Уорф. Лингвистика и логика / Перевод с английского Л. Н. Натан |
| I      | 1960 | В. А. Звегинцев                                 | Макс Блэк. Лингвистическая относительность (Теоретические воззрения Бенджамена Л. Уорфа) / Перевод с английского Е. С. Кубряковой и В. П. Мурат                                                                                             |
| I      | 1960 | В. А. Звегинцев                                 | Глоссематика: |
| I      | 1960 | В. А. Звегинцев                                 | В. А. Звегинцев. Глоссематика и лингвистика |
| I      | 1960 | В. А. Звегинцев                                 | Эйнар Хауген. Направления в современном языкознании / Перевод с английского С. А. Григорьевой |
| I      | 1960 | В. А. Звегинцев                                 | Луи Ельмслев. Пролегомены к теории языка / Перевод с английского Ю. К. Лекомцева |
| I      | 1960 | В. А. Звегинцев                                 | Х. И. Ульдалль. Основы глоссематики (Исследования методологии гуманитарных наук со специальным приложением к лингвистике) / Перевод с английского Вяч. Вс. Иванова                                                                          |
| I      | 1960 | В. А. Звегинцев                                 | Андре Мартине. О книге «Основы лингвистической теории» Луи Ельмслева / Перевод с французского В. П. Мурат |
| II     | 1962 | В. А. Звегинцев                                 | I. Проблема значения: |
| II     | 1962 | В. А. Звегинцев                                 | В. А. Звегинцев. Проблема значения в современном зарубежном языкознании |
| II     | 1962 | В. А. Звегинцев                                 | С. Ульманн. Дескриптивная семантика и лингвистическая типология / Перевод с английского Е. С. Турковой |
| II     | 1962 | В. А. Звегинцев                                 | Е. А. Найда. Анализ значения и составление словарей / Перевод с английского Т. Н. Сергеевой |
| II     | 1962 | В. А. Звегинцев                                 | Дж. Р. Фёрс. Техника семантики / Перевод с английского Л. Я. Натан |
| II     | 1962 | В. А. Звегинцев                                 | Ч. Фриз. Значение и лингвистический анализ / Перевод с английского С. А. Григорьевой |
| II     | 1962 | В. А. Звегинцев                                 | Л. Ельмслев. Можно ли считать, что значения слов образуют структуру? / Перевод с английского И. А. Мельчука |
| II     | 1962 | В. А. Звегинцев                                 | II. Дихотомическая фонология: |
| II     | 1962 | В. А. Звегинцев                                 | В. В. Иванов. Теория фонологических различительных признаков |
| II     | 1962 | В. А. Звегинцев                                 | Р. Якобсон, Г. М. Фант и М. Халле. Введение в анализ речи. Различительные признаки и их корреляты. Гл. II. Опыт описания различительных признаков / Перевод с английского А. А. Зализняка и Е. В. Падучевой                                 |
| II     | 1962 | В. А. Звегинцев                                 | Р. Якобсон и М. Халле. Фонология и её отношение к фонетике / Перевод с английского А. А. Зализняка и Е. В. Падучевой |
| II     | 1962 | В. А. Звегинцев                                 | Е. Черри, М. Халле и Р. Якобсон. К вопросу о логическом описании языков в их фонологическом аспекте / Перевод с английского Е. М. Сморгуновой                                                                                               |
| II     | 1962 | В. А. Звегинцев                                 | М. Халле. Фонологическая система русского языка. Лингвистико-акустическое исследование / Перевод с английского Д. М. Сегал |
| II     | 1962 | В. А. Звегинцев                                 | Б. Мальмберг. Проблема метода в синхронной фонетике / Перевод с французского В. В. Шеворошкина |
| II     | 1962 | В. А. Звегинцев                                 | III. Трансформационная грамматика: |
| II     | 1962 | В. А. Звегинцев                                 | С. К. Шаумян. Теоретические основы трансформационной грамматики |
| II     | 1962 | В. А. Звегинцев                                 | Н. Хомский. Синтаксические структуры / Перевод с английского О. И. Бабицкого (Математические термины просмотрены В. Л. Успенским) |
| II     | 1962 | В. А. Звегинцев                                 | 3. С. Xэррис. Совместная встречаемость и трансформация в языковой структуре / Перевод с английского Т. Н. Молошной |
| II     | 1962 | В. А. Звегинцев                                 | Д. С. Уорс. Трансформационный анализ конструкций с творительным падежом в русском языке / Перевод с английского Ф. Л. Дрейзина и Т. М. Николаевой                                                                                           |
| III    | 1963 | В. А. Звегинцев                                 | I. Типологическое изучение языков: |
| III    | 1963 | В. А. Звегинцев                                 | В. Звегинцев. Современные направления в типологическом изучении языков |
| III    | 1963 | В. А. Звегинцев                                 | В. Скаличка. О современном состоянии типологии / Перевод с чешского Н. А. Кондрашова |
| III    | 1963 | В. А. Звегинцев                                 | Э. Бенвенист. Классификация языков / Перевод с французского В. А. Матвеенко |
| III    | 1963 | В. А. Звегинцев                                 | Дж. Гринберг. Квантитативный подход к морфологической типологии языков / Перевод с английского Е. С. Кубряковой и В. П. Мурат |
| III    | 1963 | В. А. Звегинцев                                 | Р. Якобсон. Типологические исследования и их вклад в сравнительно-историческое языкознание / Перевод с английского Е. С. Кубряковой и В. П. Мурат                                                                                           |
| III    | 1963 | В. А. Звегинцев                                 | А. Исаченко. Опыт типологического анализа славянских языков / Перевод с немецкого В. В. Шеворошкина |
| III    | 1963 | В. А. Звегинцев                                 | II. Э. Косериу. Синхрония, диахрония и история (Проблема языкового изменения): |
| III    | 1963 | В. А. Звегинцев                                 | В. Звегинцев. Теоретические аспекты причинности языковых изменений |
| III    | 1963 | В. А. Звегинцев                                 | Э. Косериу. Синхрония, диахрония и история / Перевод с испанского И. А. Мельчука |
| III    | 1963 | В. А. Звегинцев                                 | III. А. Мартине. Основы общей лингвистики: |
| III    | 1963 | В. А. Звегинцев                                 | В. Звегинцев. Функционально-структурные основы лингвистического описания |
| III    | 1963 | В. А. Звегинцев                                 | А. Мартине. Основы общей лингвистики / Перевод с французского В. В. Шеворошкина |
| IV     | 1965 | В. А. Звегинцев                                 | I. Математические аспекты структуры языка: |
| IV     | 1965 | В. А. Звегинцев                                 | В. А. Звегинцев. Применение в лингвистике логико-математических методов |
| IV     | 1965 | В. А. Звегинцев                                 | Н. Хомский. О понятии «правило грамматики» / Перевод с английского И. К. Бельской |
| IV     | 1965 | В. А. Звегинцев                                 | Х. Путнам. Некоторые спорные вопросы теории грамматики / Перевод с английского В. В. Лазарева |
| IV     | 1965 | В. А. Звегинцев                                 | Г. Карри. Некоторые логические аспекты грамматической структуры / Перевод с английского В. В. Лазарева |
| IV     | 1965 | В. А. Звегинцев                                 | М. Халле. О роли простоты в лингвистических описаниях / Перевод с английского В. В. Лазарева |
| IV     | 1965 | В. А. Звегинцев                                 | В. Ингве. Гипотеза глубины / Перевод с английского И. К. Бельской |
| IV     | 1965 | В. А. Звегинцев                                 | Ч. Хоккетт. Грамматика для слушающего / Перевод с английского В. В. Лазарева |
| IV     | 1965 | В. А. Звегинцев                                 | Р. Уэлз. Мера субъективной информации / Перевод с английского В. В. Лазарева |
| IV     | 1965 | В. А. Звегинцев                                 | II. Лингвистические направления: |
| IV     | 1965 | В. А. Звегинцев                                 | В. А. Звегинцев. Современные направления в зарубежном языкознании |
| IV     | 1965 | В. А. Звегинцев                                 | У. Плат. Математическая лингвистика / Перевод с английского Е. В. Падучевой |
| IV     | 1965 | В. А. Звегинцев                                 | Ч. Фриз. «Школа» Блумфилда / Перевод с английского В. П. Мурат |
| IV     | 1965 | В. А. Звегинцев                                 | Г. Хойер. Антропологическая лингвистика / Перевод с английского В. П. Мурат |
| IV     | 1965 | В. А. Звегинцев                                 | Х. Спанг-Ханссен. Глоссематика / Перевод с английского В. В. Шеворошкина |
| IV     | 1965 | В. А. Звегинцев                                 | А. Соммерфельт. Французская лингвистическая школа / Перевод с английского В. П. Мурат |
| IV     | 1965 | В. А. Звегинцев                                 | Р. Якобсон. Разработка целевой модели языка в европейской лингвистике в период между двумя войнами / Перевод с английского И. А. Мельчука                                                                                                   |
| IV     | 1965 | В. А. Звегинцев                                 | III. Доклады IX международного конгресса лингвистов: |
| IV     | 1965 | В. А. Звегинцев                                 | В. А. Звегинцев. Новые черты современного языкознания |
| IV     | 1965 | В. А. Звегинцев                                 | Е. Курилович. О методах внутренней реконструкции / Перевод с английского Л. Н. Иорданской |
| IV     | 1965 | В. А. Звегинцев                                 | Э. Бенвенист. Уровни лингвистического анализа / Перевод с французского К. Г. Филоновой |
| IV     | 1965 | В. А. Звегинцев                                 | А. Мартине. Структурные вариации в языке / Перевод с английского А. К. Жолковского |
| IV     | 1965 | В. А. Звегинцев                                 | Н. Хомский. Логические основы лингвистической теории / Перевод с английского И. А. Мельчука |
| IV     | 1965 | В. А. Звегинцев                                 | Р. Якобсон. Итоги Девятого конгресса лингвистов / Перевод с английского И. А. Мельчука |
| V      | 1970 | Б. А. Успенский                                 | Языковые универсалии: |
| V      | 1970 | Б. А. Успенский                                 | Б. А. Успенский. Проблема универсалий в языкознании |
| V      | 1970 | Б. А. Успенский                                 | Дж. Гринберг, Ч. Осгуд, Дж. Дженкинс. Меморандум о языковых универсалиях / Перевод с английского Р. М. Фрумкиной |
| V      | 1970 | Б. А. Успенский                                 | Ч. Хоккетт. Проблема языковых универсалий / Перевод с английского Е. Л. Гинзбурга и В. З. Санникова |
| V      | 1970 | Б. А. Успенский                                 | Г. Хёнигсвальд. Существуют ли универсалии языковых изменений? / Перевод с английского Р. М. Фрумкиной |
| V      | 1970 | Б. А. Успенский                                 | Ч. Фергусон. Допущения относительно носовых: к вопросу о фонологических универсалиях / Перевод с английского Р. М. Фрумкиной |
| V      | 1970 | Б. А. Успенский                                 | Дж. Гринберг. Некоторые грамматические универсалии, преимущественно касающиеся порядка значимых элементов / Перевод с английского Е. М. Сморгуновой                                                                                         |
| V      | 1970 | Б. А. Успенский                                 | У. Вейнрейх. О семантической структуре языка / Перевод с английского И. А. Мельчука |
| V      | 1970 | Б. А. Успенский                                 | С. Ульманн. Семантические универсалии / Перевод с английского Л. Н. Иорданской |
| VI     | 1972 | В. Ю. Розенцвейг                                | Языковые контакты: |
| VI     | 1972 | В. Ю. Розенцвейг                                | В. Ю. Розенцвейг. Основные вопросы теории языковых контактов |
| VI     | 1972 | В. Ю. Розенцвейг                                | I. Проблематика языковых контактов: |
| VI     | 1972 | В. Ю. Розенцвейг                                | У. Вейнрейх. Одноязычие и многоязычие / Перевод с английского А. К. Жолковского |
| VI     | 1972 | В. Ю. Розенцвейг                                | Э. Хауген. Языковой контакт / Перевод с английского А. К. Жолковского |
| VI     | 1972 | В. Ю. Розенцвейг                                | А. Мартине. Распространение языка и структурная лингвистика / Перевод с английского Р. В. Зенина |
| VI     | 1972 | В. Ю. Розенцвейг                                | Б. Гавранек. К проблематике смешения языков / Перевод с немецкого Р. В. Зенина |
| VI     | 1972 | В. Ю. Розенцвейг                                | A. Росетти. Смешанный язык и смешение языков / Перевод с французского М. А. Щербины |
| VI     | 1972 | В. Ю. Розенцвейг                                | B. Бертольди. Греческий и латинский: языки, служившие средством передачи местных традиций и орудием колонизации в Западном Средиземноморье / Перевод с итальянского Ю. К. Щеглова                                                           |
| VI     | 1972 | В. Ю. Розенцвейг                                | Дж. Гринберг. Изучение языковых контактов в Африке / Перевод с английского М. В. Никулиной |
| VI     | 1972 | В. Ю. Розенцвейг                                | Ш. Клейн. Некоторые компоненты программы динамического моделирования исторических изменений в языке / Перевод с английского Р. В. Зенина |
| VI     | 1972 | В. Ю. Розенцвейг                                | II. Двуязычие: |
| VI     | 1972 | В. Ю. Розенцвейг                                | Ж. P. Pеман. Очерк одной ситуации многоязычия: Люксембург / Перевод с французского М. А. Щербины |
| VI     | 1972 | В. Ю. Розенцвейг                                | А. Табуре-Келлер. К изучению двуязычия в социологическом плане / Перевод с французского М. Л. Щербины |
| VI     | 1972 | В. Ю. Розенцвейг                                | М. Уи. Социологический очерк двуязычия в Чёрной Африке / Перевод с французского Ю. К. Щеглова |
| VI     | 1972 | В. Ю. Розенцвейг                                | Дж. Гамперц. Переключение кодов хинди — пенджаби в Дели / Перевод с английского А. К. Жолковского |
| VI     | 1972 | В. Ю. Розенцвейг                                | Дж. Гринберг. Определение меры разноязычия / Перевод с английского К. О. Эрастова |
| VI     | 1972 | В. Ю. Розенцвейг                                | С. Либерсон. Новое приложение показателей разноязычия Гринберга / Перевод с английского К. О. Эрастова |
| VI     | 1972 | В. Ю. Розенцвейг                                | III. Интерференция: |
| VI     | 1972 | В. Ю. Розенцвейг                                | С. М. Эрвин. Семантический сдвиг при двуязычии / Перевод с английского К. О. Эрастова |
| VI     | 1972 | В. Ю. Розенцвейг                                | У. Лэмберт, Дж. Гавелка, С. Кросби. Зависимость двуязычия от условий усвоения языка / Перевод с английского К. О. Эрастова |
| VI     | 1972 | В. Ю. Розенцвейг                                | П. Колерс Межъязыковые словесные ассоциации / Перевод с английского К. О. Эрастова |
| VI     | 1972 | В. Ю. Розенцвейг                                | IV. Конвергенция контактирующих языков: |
| VI     | 1972 | В. Ю. Розенцвейг                                | Э. Хауген. Проблемы двуязычного описания / Перевод с английского А. К. Жолковского |
| VI     | 1972 | В. Ю. Розенцвейг                                | А. Мартине. Контакты структур: оглушение свистящих в испанском языке / Перевод с французского А. А. Зализняка |
| VI     | 1972 | В. Ю. Розенцвейг                                | Э. Петрович. Унаследованное и приобретенное под иноязычным влиянием в фонетическом и фонологическом развитии румынского языка / Перевод с французского Ю. К. Щеглова                                                                        |
| VI     | 1972 | В. Ю. Розенцвейг                                | Р. Фаукес. Английская, французская и немецкая фонетика и теория субстрата / Перевод с английского Р. В. Бенина |
| VI     | 1972 | В. Ю. Розенцвейг                                | Э. Хауген. Процесс заимствования / Перевод с английского А. К. Жолковского |
| VI     | 1972 | В. Ю. Розенцвейг                                | B. Шпербер. К соотношению между лужицкими и немецкими топонимами в двуязычной Лужице / Перевод с немецкого Р. В. Зенина |
| VI     | 1972 | В. Ю. Розенцвейг                                | В. Георгиев. К вопросу о балканском языковом союзе / Перевод с французского М. А. Щербины |
| VI     | 1972 | В. Ю. Розенцвейг                                | В. Таули. О внешних контактах уральских языков / Перевод с английского А. К. Жолковского |
| VI     | 1972 | В. Ю. Розенцвейг                                | Ю. А. Найда. Племенные и торговые языки / Перевод с английского М. В. Никулиной |
| VI     | 1972 | В. Ю. Розенцвейг                                | Д. Тэйлор. Очерк структуры креольского языка Карибов / Перевод с английского Ю. К. Щеглова |
| VI     | 1972 | В. Ю. Розенцвейг                                | Р. У. Томпсон. Заметка о некоторых чертах, сближающих креолизованные диалекты Старого и Нового Света / Перевод с английского Ю. К. Щеглова                                                                                                  |
| VI     | 1972 | В. Ю. Розенцвейг                                | Д. Тэйлор. О классификации креолизованных языков / Перевод с английского Ю. К. Щеглова |
| VI     | 1972 | В. Ю. Розенцвейг                                | P. А. Xолл-мл.. Креолизованные языки и «генеалогическое родство» / Перевод с английского Ю. К. Щеглова |
| VI     | 1972 | В. Ю. Розенцвейг                                | У. Вейнрейх. О совместимости генеалогического родства и конвергентного развития / Перевод с английского Ю. К. Щеглова |
| VI     | 1972 | В. Ю. Розенцвейг                                | Д. Тэйлор."Функция — форма" в «нетрадиционных языках» / Перевод с английского Ю. К. Щеглова |
| VII    | 1975 | Н. С. Чемоданов                                 | Социолингвистика: |
| VII    | 1975 | Н. С. Чемоданов                                 | Н. С. Чемоданов. Проблемы социальной лингвистики в современном языкознании |
| VII    | 1975 | Н. С. Чемоданов                                 | Уильям Брайт. Введение: параметры социолингвистики / Перевод Т. М. Николаевой |
| VII    | 1975 | Н. С. Чемоданов                                 | Делл Х. Хаймс. Этнография речи / Перевод Ю. Д. Апресяна и Т. Н. Молошной |
| VII    | 1975 | Н. С. Чемоданов                                 | Уильям Лабов. Исследование языка в его социальном контексте / Перевод Ю. Д. Апресяна |
| VII    | 1975 | Н. С. Чемоданов                                 | Джон Дж. Гамперц. Типы языковых обществ / Перевод Ю. Д. Апресяна и Т. Н. Молошной |
| VII    | 1975 | Н. С. Чемоданов                                 | Уильям Лабов. О механизме языковых изменений / Перевод Е. В. Падучевой |
| VII    | 1975 | Н. С. Чемоданов                                 | Делл Х. Хаймс. Два типа лингвистической относительности / Перевод Т. Н. Молошной |
| VII    | 1975 | Н. С. Чемоданов                                 | Джон Дж. Гамперц. Об этнографическом аспекте языковых изменений / Перевод В. П. Мурат |
| VII    | 1975 | Н. С. Чемоданов                                 | Уильям Лабов. Отражение социальных процессов в языковых структурах / Перевод Ю. Д. Апресяна |
| VII    | 1975 | Н. С. Чемоданов                                 | С. М. Эрвин-Трипп. Язык. Тема. Слушатель. Анализ взаимодействия / Перевод Т. М. Николаевой |
| VII    | 1975 | Н. С. Чемоданов                                 | Р. И. Макдэвид мл.. Диалектные и социальные различия в городском обществе / Перевод Г. С. Щура |
| VII    | 1975 | Н. С. Чемоданов                                 | Ф. К. Бок. Структура общества и структура языка / Перевод Т. М. Николаевой |
| VII    | 1975 | Н. С. Чемоданов                                 | Джон Л. Фишер. Синтаксис и социальная структура: Трук и Понапе / Перевод Г. С. Щура |
| VII    | 1975 | Н. С. Чемоданов                                 | Ч. Фергусон. Автономная детская речь в шести языках / Перевод Т. Н. Молошной |
| VII    | 1975 | Н. С. Чемоданов                                 | Э. Хауген. Лингвистика и языковое планирование / Перевод Т. М. Николаевой |
| VIII   | 1978 | Т. М. Николаева                                 | Лингвистика текста |
| VIII   | 1978 | Т. М. Николаева                                 | Т. М. Николаева. Лингвистика текста. Современное состояние и перспективы |
| VIII   | 1978 | Т. М. Николаева                                 | I. Общие вопросы лингвистики текста: |
| VIII   | 1978 | Т. М. Николаева                                 | Х. Изенберг. О предмете лингвистической теории текста / Перевод с немецкого О. Г. Ревзиной и Т. Я. Андрющенко |
| VIII   | 1978 | Т. М. Николаева                                 | К. Гаузенблаз. О характеристике и классификации речевых произведений / Перевод с английского Т. Н. Молошной |
| VIII   | 1978 | Т. М. Николаева                                 | П. Сгалл. К программе лингвистики текста / Перевод с чешского А. В. Головачёвой |
| VIII   | 1978 | Т. М. Николаева                                 | Й. Шмидт. «Текст» и «история» как базовые категории / Перевод с немецкого О. Г. Ревзиной и Т. Я. Андрющенко |
| VIII   | 1978 | Т. М. Николаева                                 | II. Анализ структуры текста: |
| VIII   | 1978 | Т. М. Николаева                                 | В. Дресслер. Синтаксис текста / Перевод с немецкого О. Г. Ревзиной и Т. Я. Андрющенко |
| VIII   | 1978 | Т. М. Николаева                                 | М. А. К. Хэллидей. Место «функциональной перспективы предложения» в системе лингвистического описания / Перевод с английского Т. Н. Молошной                                                                                                |
| VIII   | 1978 | Т. М. Николаева                                 | В. Кох. Предварительный набросок дискурсивного анализа семантического типа / Перевод с английского М. И. Леомцевой |
| VIII   | 1978 | Т. М. Николаева                                 | И. Беллерт. Об одном условии связности текста / Перевод с польского А. В. Головачёвой |
| VIII   | 1978 | Т. М. Николаева                                 | К. Э. Хайдольф. Контекстные отношения между предложениями в генеративной грамматике / Перевод с немецкого О. Г. Ревзиной и Т. Я. Андрющенко                                                                                                 |
| VIII   | 1978 | Т. М. Николаева                                 | М. Пфюнтце. Грамматика и лингвистика текста / Перевод с немецкого О. Г. Ревзиной и Т. Я. Андрющенко |
| VIII   | 1978 | Т. М. Николаева                                 | Б. Палек. Кросс-референция; к вопросу о гиперсинтаксисе / Перевод с английского Т. Н. Молошной |
| VIII   | 1978 | Т. М. Николаева                                 | Т. ван Дейк. Вопросы прагматики текста / Перевод с английского Т. Д. Корельской |
| VIII   | 1978 | Т. М. Николаева                                 | Ф. Кифер. О пресуппозициях / Перевод с английского О. Г. Ревзиной |
| VIII   | 1978 | Т. М. Николаева                                 | Х. Вайнрих. Текстовая функция французского артикля / Перевод с английского Т. Н. Молошной |
| VIII   | 1978 | Т. М. Николаева                                 | Р. Харвег. Редуцированная речь / Перевод с немецкого О. Г. Ревзиной и Т. Я. Андрющенко |
| VIII   | 1978 | Т. М. Николаева                                 | А. Вежбицка. Метатекст в тексте / Перевод с польского А. В. Головачёвой |
| VIII   | 1978 | Т. М. Николаева                                 | III. Лингвистика текста и поэтика: |
| VIII   | 1978 | Т. М. Николаева                                 | М. Р. Майенова. Теория текста и традиционные проблемы поэтики / Перевод с польского М. И. Леомцевой |
| VIII   | 1978 | Т. М. Николаева                                 | Р. Барт. Лингвистика текста / Перевод с французского Т. Д. Корельской |
| VIII   | 1978 | Т. М. Николаева                                 | Ц. Тодоров. Грамматика повествовательного текста / Перевод с французского Т. Д. Корельской |
| IX     | 1980 | И. Р. Гальперин                                 | Лингвостилистика: |
| IX     | 1980 | И. Р. Гальперин                                 | И. Р. Гальперин. Проблемы лингвостилистики |
| IX     | 1980 | И. Р. Гальперин                                 | П. Гиро. Разделы и направления стилистики и их проблематика / Перевод с французского З. И. Хованской |
| IX     | 1980 | И. Р. Гальперин                                 | М. Риффатер. Критерии стилистического анализа / Перевод с английского А. М. Фитерман |
| IX     | 1980 | И. Р. Гальперин                                 | С. Сапорта. Применение лингвистики в изучении поэтического языка / Перевод с английского В. И. Прохоровой |
| IX     | 1980 | И. Р. Гальперин                                 | М. А. К. Хэллидей. Лингвистическая функция и литературный стиль / Перевод с английского Н. А. Левковской |
| IX     | 1980 | И. Р. Гальперин                                 | Д. Кристал и Д. Дейви. Стилистический анализ / Перевод с английского Р. И. Виноградовой |
| IX     | 1980 | И. Р. Гальперин                                 | У. Хендрикс. Стиль и лингвистика текста / Перевод с английского В. С. Чулковой |
| IX     | 1980 | И. Р. Гальперин                                 | Р. Харвег. Стилистика и грамматика текста / Перевод с немецкого В. С. Чулковой |
| IX     | 1980 | И. Р. Гальперин                                 | С. Ульман. Стилистика и семантика / Перевод с английского В. Л. Наера |
| IX     | 1980 | И. Р. Гальперин                                 | Н. Э. Энквист. Параметры контекста / Перевод с английского Н. М. Разинкиной |
| IX     | 1980 | И. Р. Гальперин                                 | Г. Михель. Основы теории стиля / Перевод с немецкого М. П. Брандес |
| IX     | 1980 | И. Р. Гальперин                                 | Н. Рювет. Границы применения лингвистического анализа в поэтике / Перевод с французского З. И. Хованской |
| IX     | 1980 | И. Р. Гальперин                                 | Р. Барт. Текстовой анализ / Перевод с французского З. И. Хованской |
| IX     | 1980 | И. Р. Гальперин                                 | А. А. Ричардс. Поэтическое творчество и литературный анализ / Перевод с английского Н. А. Левковской |
| IX     | 1980 | И. Р. Гальперин                                 | Дж. Б. Смит. Тематическая структура и тематическая сложность / Перевод с английского А. Я. Шайкевича |
| IX     | 1980 | И. Р. Гальперин                                 | М. Халле и Дж. Кайзер. Английский пятистопный ямб / Перевод с английского М. Г. Тарлинской |
| IX     | 1980 | И. Р. Гальперин                                 | П. Кипарский. Ударение, синтаксис и метр / Перевод с английского С. В. Кодзасова |
| IX     | 1980 | И. Р. Гальперин                                 | Д. Аберкромби. Взгляд фонетиста на структуру текста / Перевод с английского А. М. Антиповой |
| X      | 1981 | В. А. Звегинцев                                 | Лингвистическая семантика: |
| X      | 1981 | В. А. Звегинцев                                 | В. А. Звегинцев. Зарубежная лингвистическая семантика последних десятилетий |
| X      | 1981 | В. А. Звегинцев                                 | Дж. Катц. Семантическая теория / Перевод с английского Н. Н. Перцовой |
| X      | 1981 | В. А. Звегинцев                                 | У. Вейнрейх. Опыт семантической теории / Перевод с английского Н. В. Перцова |
| X      | 1981 | В. А. Звегинцев                                 | М. Бирвиш. Семантика / Перевод с английского И. Г. Сабуровой |
| X      | 1981 | В. А. Звегинцев                                 | Д. Болинджер. Атомизация значения / Перевод с английского Э. М. Медниковой |
| X      | 1981 | В. А. Звегинцев                                 | Дж. Д. МакКоли. О месте семантики в грамматике языка / Перевод с английского Н. В. Перцова |
| X      | 1981 | В. А. Звегинцев                                 | Дж. Лакофф. О порождающей семантике / Перевод с английского Н. Н. Перцовой |
| X      | 1981 | В. А. Звегинцев                                 | Дж. Лакофф. Лингвистические гештальты / Перевод с английского Н. Н. Перцовой |
| X      | 1981 | В. А. Звегинцев                                 | Ч. Филлмор. Дело о падеже / Перевод с английского Е. Н. Саввиной |
| X      | 1981 | В. А. Звегинцев                                 | Ч. Филлмор. Дело о падеже открывается вновь / Перевод с английского Б. Ю. Городецкого |
| X      | 1981 | В. А. Звегинцев                                 | З. Вендлер. О слове good / Перевод с английского Н. Н. Перцовой |
| XI     | 1982 | А. Е. Кибрик                                    | Современные синтаксические теории в американской лингвистике: |
| XI     | 1982 | А. Е. Кибрик                                    | А. Е. Кибрик. Проблема синтаксических отношений в универсальной грамматике |
| XI     | 1982 | А. Е. Кибрик                                    | Д. Э. Джонсон. О реляционных ограничениях на грамматики / Перевод Н. В. Перцова |
| XI     | 1982 | А. Е. Кибрик                                    | Д. М. Перлмуттер, П. М. Постал. О формальном представлении структуры предложения / Перевод |
| XI     | 1982 | А. Е. Кибрик                                    | Д. М. Перлмуттер, П. М. Постал. Закон единственности продвижения именных групп в позицию подлежащего / Перевод Н. В. Перцова |
| XI     | 1982 | А. Е. Кибрик                                    | Э. Л. Кинэн, Б. Комри. Иерархия доступности именных групп и универсальная грамматика / Перевод Н. В. Перцова |
| XI     | 1982 | А. Е. Кибрик                                    | А. Тимберлейк. Косвенно-объектные контролеры рефлексивизации в русском языке / Перевод М. Б. Бергельсон |
| XI     | 1982 | А. Е. Кибрик                                    | Ч. Н. Ли, С. А. Томпсон. Подлежащее и топик: новая типология языков / Перевод Е. Н. Саввиной |
| XI     | 1982 | А. Е. Кибрик                                    | Э. Л. Кинэн. К универсальному определению подлежащего / Перевод Т. Я. Казавчинской |
| XI     | 1982 | А. Е. Кибрик                                    | У. Чейф. Данное, контрастивность, определённость, подлежащее, топики и точка зрения / Перевод Н. И. Лауфер |
| XI     | 1982 | А. Е. Кибрик                                    | П. Шахтер. Ролевые и референциальные свойства подлежащих / Перевод Е. М. Сморгуновой |
| XI     | 1982 | А. Е. Кибрик                                    | М. Нунэн. О подлежащих и топиках / Перевод Е. Н. Саввиной |
| XI     | 1982 | А. Е. Кибрик                                    | Р. Ван Валин, У. Фоли. Референциально-ролевая грамматика / Перевод Е. М. Сморгуновой |
| XI     | 1982 | А. Е. Кибрик                                    | И. Бехерт. Эргативность как исходный пункт изучения прагматической основы грамматических категорий / Написано на русском языке специально для публикации в сборнике «Новое в зарубежной лингвистике»                                        |
| XII    | 1983 | В. А. Звегинцев Б. Ю. Городецкий                | Прикладная лингвистика: |
| XII    | 1983 | В. А. Звегинцев Б. Ю. Городецкий                | Б. Ю. Городецкий. Актуальные проблемы прикладной лингвистики |
| XII    | 1983 | В. А. Звегинцев Б. Ю. Городецкий                | Т. Слама-Казаку. Место прикладной лингвистики в системе наук: отношение ПЛ к лингвистике / Перевод О. В. Звегинцевой |
| XII    | 1983 | В. А. Звегинцев Б. Ю. Городецкий                | У. Чейф. Память и вербализация прошлого опыта / Перевод О. В. Звегинцевой |
| XII    | 1983 | В. А. Звегинцев Б. Ю. Городецкий                | Ч. Филлмор. Основные проблемы лексической семантики / Перевод О. В. Звегинцевой |
| XII    | 1983 | В. А. Звегинцев Б. Ю. Городецкий                | Т. Виноград. К процессуальному пониманию семантики / Перевод О. В. Звегинцевой |
| XII    | 1983 | В. А. Звегинцев Б. Ю. Городецкий                | Ю. Чарняк. Умозаключения и знания (Часть I) / Перевод Н. Н. Перцовой |
| XII    | 1983 | В. А. Звегинцев Б. Ю. Городецкий                | Й. Уилкс. Анализ предложений английского языка (Часть I) / Перевод Н. Н. Перцовой |
| XII    | 1983 | В. А. Звегинцев Б. Ю. Городецкий                | Г. Скрэгг. Семантические сети как модели памяти / Перевод Т. С. Зевахиной |
| XII    | 1983 | В. А. Звегинцев Б. Ю. Городецкий                | Ю. Чарняк. Умозаключения и знания (Часть II) / Перевод Н. Н. Перцовой |
| XII    | 1983 | В. А. Звегинцев Б. Ю. Городецкий                | Й. Уилкс. Анализ предложений английского языка (Часть II) / Перевод Н. Н. Перцовой |
| XII    | 1983 | В. А. Звегинцев Б. Ю. Городецкий                | Г. Хендрикс . Вопросы инженерной психологии при организации диалога на естественном языке в прикладных системах / Перевод И. Г. Сабуровой                                                                                                   |
| XII    | 1983 | В. А. Звегинцев Б. Ю. Городецкий                | Р. Шенк, М. Лебовиц, Л. Бирнбаум. Интегральная понимающая система / Перевод Т. С. Зевахиной |
| XIII   | 1982 | Н. Д. Арутюнова                                 | Логика и лингвистика (Проблемы референции): |
| XIII   | 1982 | Н. Д. Арутюнова                                 | Н. Д. Арутюнова. Лингвистические проблемы референции |
| XIII   | 1982 | Н. Д. Арутюнова                                 | Б. Рассел. Дескрипции / Перевод с английского Н. Д. Арутюновой |
| XIII   | 1982 | Н. Д. Арутюнова                                 | П. Ф. Стросон. О референции / Перевод с английского Л. Б. Лебедевой |
| XIII   | 1982 | Н. Д. Арутюнова                                 | У. О. Куайн. Референция и модальность / Перевод с английского Е. В. Падучевой |
| XIII   | 1982 | Н. Д. Арутюнова                                 | П. Ф. Стросон. Идентифицирующая референция и истинностное значение / Перевод с английского Г. Крейдлина |
| XIII   | 1982 | Н. Д. Арутюнова                                 | К. С. Доннелан. Референция и определённые дескрипции / Перевод с английского Е. В. Падучевой |
| XIII   | 1982 | Н. Д. Арутюнова                                 | Л. Линский. Референция и референты / Перевод с английского Л. Б. Лебедевой |
| XIII   | 1982 | Н. Д. Арутюнова                                 | Дж. Р. Серл. Референция как речевой акт / Перевод с английского Т. В. Радзиевской |
| XIII   | 1982 | Н. Д. Арутюнова                                 | З. Вендлер. Сингулярные термы / Перевод с английского Г. Крейдлина |
| XIII   | 1982 | Н. Д. Арутюнова                                 | А. Вежбицкая. Дескрипция или цитация / Перевод с английского С. А. Крылова |
| XIII   | 1982 | Н. Д. Арутюнова                                 | О. Дюкро. Неопределённые выражения и высказывания / Перевод с французского Л. Б. Лебедевой и Т. В. Радзиевской |
| XIII   | 1982 | Н. Д. Арутюнова                                 | С. Куно. Некоторые свойства нереферентных именных групп / Перевод с английского С. А. Крылова |
| XIII   | 1982 | Н. Д. Арутюнова                                 | С. Крипке. Тождество и необходимость / Перевод с английского Л. Б. Лебедевой |
| XIII   | 1982 | Н. Д. Арутюнова                                 | Х. Патнэм. Значение и референция / Перевод с английского Л. Б. Лебедевой |
| XIII   | 1982 | Н. Д. Арутюнова                                 | П. Коул. Референтная непрозрачность, атрибутивность и перформативная гипотеза / Перевод с английского Т. В. Радзиевской |
| XIII   | 1982 | Н. Д. Арутюнова                                 | В. В. Петров. Философские аспекты референции |
| XIV    | 1983 | Б. Ю. Городецкий Т. С. Зевахина                 | Проблемы и методы лексикографии: |
| XIV    | 1983 | Б. Ю. Городецкий Т. С. Зевахина                 | Б. Ю. Городецкий. Проблемы и методы современной лексикографии |
| XIV    | 1983 | Б. Ю. Городецкий Т. С. Зевахина                 | Ч. Дж. Филлмор. Об организации семантической информации в словаре / Перевод с английского Н. Н. Перцовой |
| XIV    | 1983 | Б. Ю. Городецкий Т. С. Зевахина                 | Ю. А. Найда. Процедуры анализа компонентной структуры референционного значения / Перевод с английского Т. С. Зевахиной |
| XIV    | 1983 | Б. Ю. Городецкий Т. С. Зевахина                 | Э. Г. Бендикс. Эмпирическая база семантического описания / Перевод с английского Т. С. Зевахиной |
| XIV    | 1983 | Б. Ю. Городецкий Т. С. Зевахина                 | Дж. Н. Лич. К теории и практике семантического эксперимента / Перевод с английского И. М. Кобозевой |
| XIV    | 1983 | Б. Ю. Городецкий Т. С. Зевахина                 | У. Лабов. Структура денотативных значений / Перевод с английского Н. В. Перцова |
| XIV    | 1983 | Б. Ю. Городецкий Т. С. Зевахина                 | Джеймс Д. МакКоли. Логика и словарь / Перевод с английского И. Г. Сабуровой |
| XIV    | 1983 | Б. Ю. Городецкий Т. С. Зевахина                 | А. Бальвег-Шрамм, Г. Шумахер. Словарь глагольных валентностей на семантической основе / Перевод с немецкого Е. Н. Саввиной |
| XIV    | 1983 | Б. Ю. Городецкий Т. С. Зевахина                 | Д. Уорт. Русский словообразовательный словарь. Введение / Перевод с английского Г. Крейдлина |
| XIV    | 1983 | Б. Ю. Городецкий Т. С. Зевахина                 | А. Рей, С. Делесаль. Проблемы и антиномии лексикографии / Перевод с французского И. Ю. Доброхотовой |
| XIV    | 1983 | Б. Ю. Городецкий Т. С. Зевахина                 | В. Ментруп. К проблеме лексикографического описания общенародного языка и профессиональных языков / Перевод с немецкого Т. Б. Крючковой |
| XIV    | 1983 | Б. Ю. Городецкий Т. С. Зевахина                 | У. Н. Фрэнсис. Проблемы формирования и машинного представления большого корпуса текстов / Перевод с английского И. Г. Сабуровой |
| XV     | 1985 | Е. А. Земская Т. В. Булыгина А. Е. Кибрик       | Современная зарубежная русистика: |
| XV     | 1985 | Е. А. Земская Т. В. Булыгина А. Е. Кибрик       | Е. А. Земская. Зарубежная русистика 70-х — начала 80-х годов. Вступительная статья |
| XV     | 1985 | Е. А. Земская Т. В. Булыгина А. Е. Кибрик       | I. Лексика и грамматика: |
| XV     | 1985 | Е. А. Земская Т. В. Булыгина А. Е. Кибрик       | Кэтрин В. Чвани. Синтаксически вводимые слова в лексикалистской теории / Перевод с английского А. Д. Шмелёва |
| XV     | 1985 | Е. А. Земская Т. В. Булыгина А. Е. Кибрик       | Бернард Комри. Номинализация в русском языке: словарно-задаваемые именные группы или трансформированные предложения? / Перевод с английского Н. И. Лауфер                                                                                   |
| XV     | 1985 | Е. А. Земская Т. В. Булыгина А. Е. Кибрик       | Кэтрин В. Чвани. Грамматика слова должен: словарные статьи как функция теории /Перевод с английского Е. Н. Саввиной |
| XV     | 1985 | Е. А. Земская Т. В. Булыгина А. Е. Кибрик       | Вольфганг Гирке. К вопросу о функциях слов тоже и также / Перевод с немецкого Е. Н. Саввиной |
| XV     | 1985 | Е. А. Земская Т. В. Булыгина А. Е. Кибрик       | Ричард Д. Брехт. О взаимосвязи между наклонением и временем: синтаксис частицы бы в русском языке / Перевод с английского М. Б. Бергельсон                                                                                                  |
| XV     | 1985 | Е. А. Земская Т. В. Булыгина А. Е. Кибрик       | Рудольф Ружичка. О полусвязочных (полузнаменательных) глаголах и подъёме подлежащего / Перевод с немецкого В. А. Плунгяна и М. Ф. Толстопятовой                                                                                             |
| XV     | 1985 | Е. А. Земская Т. В. Булыгина А. Е. Кибрик       | II. Части речи: |
| XV     | 1985 | Е. А. Земская Т. В. Булыгина А. Е. Кибрик       | Леонард Бэбби. Глубинная структура прилагательных и причастий в русском языке / Перевод с английского М. Б. Бергельсон |
| XV     | 1985 | Е. А. Земская Т. В. Булыгина А. Е. Кибрик       | Леонард Бэбби. К построению формальной теории «частей речи» / Перевод с английского Е. Н. Саввиной |
| XV     | 1985 | Е. А. Земская Т. В. Булыгина А. Е. Кибрик       | Поль Гард. Русское каково́ / Перевод с французского А. Д. Шмелёва |
| XV     | 1985 | Е. А. Земская Т. В. Булыгина А. Е. Кибрик       | Поль Гард. Структура русского местоимения / Перевод с французского Е. М. Штайера |
| XV     | 1985 | Е. А. Земская Т. В. Булыгина А. Е. Кибрик       | III. Семантика и синтаксис категорий глагола: |
| XV     | 1985 | Е. А. Земская Т. В. Булыгина А. Е. Кибрик       | Ханс Роберт Мелиг. Семантика предложения и семантика вида в русском языке / Перевод с немецкого В. А. Плунгяна |
| XV     | 1985 | Е. А. Земская Т. В. Булыгина А. Е. Кибрик       | Нильс Б. Телин. Вид и способ действия в русском языке / Перевод с немецкого В. А. Плунгяна |
| XV     | 1985 | Е. А. Земская Т. В. Булыгина А. Е. Кибрик       | Ален Тимберлейк. Инвариантность и синтаксические свойства вида в русском языке / Перевод с английского Н. И. Лауфер |
| XV     | 1985 | Е. А. Земская Т. В. Булыгина А. Е. Кибрик       | Жак Веренк. Диатеза и конструкции с глаголами на -ся / Перевод с французского А. Д. Шмелёва |
| XV     | 1985 | Е. А. Земская Т. В. Булыгина А. Е. Кибрик       | IV. Семантика и синтаксис категорий имени: |
| XV     | 1985 | Е. А. Земская Т. В. Булыгина А. Е. Кибрик       | Анна Вежбицка. Дело о поверхностном падеже / Перевод с английского О. Г. Ревзиной |
| XV     | 1985 | Е. А. Земская Т. В. Булыгина А. Е. Кибрик       | Джоанна Никольс. Падежные варианты предикативных имён и их отражение в русской грамматике / Перевод с английского Н. В. Перцова |
| XV     | 1985 | Е. А. Земская Т. В. Булыгина А. Е. Кибрик       | Г. Г. Корбетт. Одушевлённость в русском и других славянских языках / Перевод с английского Н. И. Лауфер |
| XV     | 1985 | Е. А. Земская Т. В. Булыгина А. Е. Кибрик       | V. Типы предложений: |
| XV     | 1985 | Е. А. Земская Т. В. Булыгина А. Е. Кибрик       | Хелена Беличова-Кржижкова. Система причинных отношений между предложениями в русском и чешском языках / Перевод с чешского О. Г. Ревзиной                                                                                                   |
| XV     | 1985 | Е. А. Земская Т. В. Булыгина А. Е. Кибрик       | Даниэль Вайс. Высказывания тождества в русском языке: опыт их отграничения от высказываний других типов / Перевод с немецкого С. А. Крылова                                                                                                 |
| XV     | 1985 | Е. А. Земская Т. В. Булыгина А. Е. Кибрик       | Леонард Бэбби. Порядок слов, падеж и отрицание в бытийных предложения русского языка / Перевод с английского Н. И. Лауфер |
| XV     | 1985 | Е. А. Земская Т. В. Булыгина А. Е. Кибрик       | Пер Рестан. Позиция личной формы глагола в некоторых элементарных повествовательных предложениях в современном русском языке / Перевод с английского А. Д. Шмелёва                                                                          |
| XV     | 1985 | Е. А. Земская Т. В. Булыгина А. Е. Кибрик       | VI. Коммуникативные и прагматические аспекты языка: |
| XV     | 1985 | Е. А. Земская Т. В. Булыгина А. Е. Кибрик       | Пршемысл Адамец. К вопросу о выражении референциальной соотнесённости в чешском и русском языках / Перевод с чешского Н. А. Кондрашова |
| XV     | 1985 | Е. А. Земская Т. В. Булыгина А. Е. Кибрик       | Франческа Джусти. Нереферентные показатели имени нарицательного |
| XV     | 1985 | Е. А. Земская Т. В. Булыгина А. Е. Кибрик       | Квета Кожевникова. О смысловом строении спонтанной устной речи |
| XV     | 1985 | Е. А. Земская Т. В. Булыгина А. Е. Кибрик       | Владимир Барнет. К принципам строения высказываний в разговорной речи |
| XV     | 1985 | Е. А. Земская Т. В. Булыгина А. Е. Кибрик       | Эрик Адриан. Влияние системы языка и конситуации на высказывания без глагольного предиката / Перевод с английского М. С. Гринберга |
| XV     | 1985 | Е. А. Земская Т. В. Булыгина А. Е. Кибрик       | Стефана Димитрова. Актуализация предложения и её зависимость от степени осведомлённости адресата |
| XV     | 1985 | Е. А. Земская Т. В. Булыгина А. Е. Кибрик       | Ференц Папп. Паралингвистические факты. Этикет и язык |
| XVI    | 1985 | Н. Д. Арутюнова Е. В. Падучева                  | Лингвистическая прагматика: |
| XVI    | 1985 | Н. Д. Арутюнова Е. В. Падучева                  | Н. Д. Арутюнова и Е. В. Падучева. Истоки и проблемы категории прагматики. Вступительная статья |
| XVI    | 1985 | Н. Д. Арутюнова Е. В. Падучева                  | Э. Сэпир. Градуирование / Перевод с английского Г. Крейдлина |
| XVI    | 1985 | Н. Д. Арутюнова Е. В. Падучева                  | Людвиг Витгенштейн. Философские исследования / Перевод с немецкого С. А. Крылова |
| XVI    | 1985 | Н. Д. Арутюнова Е. В. Падучева                  | Ч. Стивенсон. Некоторые прагматические аспекты значения / Перевод с английского Л. Б. Лебедевой |
| XVI    | 1985 | Н. Д. Арутюнова Е. В. Падучева                  | П. Х. Ноуэлл-Смит. Логика прилагательных / Перевод с английского Л. Б. Лебедевой |
| XVI    | 1985 | Н. Д. Арутюнова Е. В. Падучева                  | Р. М. Хэар. Дескрипция и оценка / Перевод с английского М. А. Дмитровской |
| XVI    | 1985 | Н. Д. Арутюнова Е. В. Падучева                  | Дж. О. Урмсон. Парентетические глаголы / Перевод с английского А. С. Чехова |
| XVI    | 1985 | Н. Д. Арутюнова Е. В. Падучева                  | Г. П. Грайс. Логика и речевое общение / Перевод с английского В. В. Туровского |
| XVI    | 1985 | Н. Д. Арутюнова Е. В. Падучева                  | З. Вендлер. Иллокутивное самоубийство / Перевод с английского А. А. Зализняк |
| XVI    | 1985 | Н. Д. Арутюнова Е. В. Падучева                  | Анна Вежбицка. Речевые акты / Перевод с английского С. А. Крылова |
| XVI    | 1985 | Н. Д. Арутюнова Е. В. Падучева                  | Д. Гордон, Дж. Лакофф. Постулаты речевого общения / Перевод с английского Н. В. Перцова |
| XVI    | 1985 | Н. Д. Арутюнова Е. В. Падучева                  | Л. Карттунен. Логика английских конструкций с сентециональным дополнением / Перевод с французского А. А. Зализняк |
| XVI    | 1985 | Н. Д. Арутюнова Е. В. Падучева                  | Ф. Кифер. О роли прагматики в лингвистическом описании / Перевод с немецкого В. В. Туровского |
| XVI    | 1985 | Н. Д. Арутюнова Е. В. Падучева                  | Р. Конрад. Вопросительные предложения как косвенные речевые акты / Перевод с немецкого В. А. Плунгяна |
| XVI    | 1985 | Н. Д. Арутюнова Е. В. Падучева                  | П. Сгалл. Значение, содержание и прагматика / Перевод с английского Н. В. Перцова |
| XVI    | 1985 | Н. Д. Арутюнова Е. В. Падучева                  | Хоанг Фэ. Семантика высказывания / Перевод с английского М. А. Дмитровской |
| XVI    | 1985 | Н. Д. Арутюнова Е. В. Падучева                  | А. Бейкер. Пресуппозиция и типы предложений / Перевод с английского Н. Н. Перцовой |
| XVI    | 1985 | Н. Д. Арутюнова Е. В. Падучева                  | Р. С. Столнейкер. Прагматика / Перевод с английского В. В. Туровского |
| XVI    | 1985 | Н. Д. Арутюнова Е. В. Падучева                  | Дж. Лакофф. Прагматика в естественной логике / Перевод с английского Н. В. Перцова |
| XVI    | 1985 | Н. Д. Арутюнова Е. В. Падучева                  | В. В. Петров. Философия, семантика, прагматика. Послесловие |
| XVII   | 1986 | И. М. Кобозева В. З. Демьянков Б. Ю. Городецкий | Теория речевых актов: |
| XVII   | 1986 | И. М. Кобозева В. З. Демьянков Б. Ю. Городецкий | Б. Ю. Городецкий. От редактора |
| XVII   | 1986 | И. М. Кобозева В. З. Демьянков Б. Ю. Городецкий | I. Основы теории речевых актов: |
| XVII   | 1986 | И. М. Кобозева В. З. Демьянков Б. Ю. Городецкий | И. М. Кобозева. «Теория речевых актов» как один из вариантов теории речевой деятельности. Вступительная статья |
| XVII   | 1986 | И. М. Кобозева В. З. Демьянков Б. Ю. Городецкий | Дж. Л. Остин. Слово как действие / Перевод с английского А. А. Медниковой |
| XVII   | 1986 | И. М. Кобозева В. З. Демьянков Б. Ю. Городецкий | П. Ф. Стросон. Намерение и конвенция в речевых актах / Перевод с английского И. Г. Сабуровой |
| XVII   | 1986 | И. М. Кобозева В. З. Демьянков Б. Ю. Городецкий | Дж. Р. Серль. Что такое речевой акт? / Перевод с английского И. М. Кобозевой |
| XVII   | 1986 | И. М. Кобозева В. З. Демьянков Б. Ю. Городецкий | Дж. Р. Серль. Классификация иллокутивных актов / Перевод с английского В. З. Демьянкова |
| XVII   | 1986 | И. М. Кобозева В. З. Демьянков Б. Ю. Городецкий | Дж. Р. Серль. Косвенные речевые акты / Перевод с английского Н. В. Перцова |
| XVII   | 1986 | И. М. Кобозева В. З. Демьянков Б. Ю. Городецкий | II. Приложения теории речевых актов: |
| XVII   | 1986 | И. М. Кобозева В. З. Демьянков Б. Ю. Городецкий | В. З. Демьянков. «Теория речевых актов» в контексте современной зарубежной лингвистической литературы (обзор направлений). Вступительная статья                                                                                             |
| XVII   | 1986 | И. М. Кобозева В. З. Демьянков Б. Ю. Городецкий | А. Дэйвисон. Лингвистическое или прагматическое описание: размышление о «Парадоксе Перформативности» / Перевод с английского В. З. Демьянкова                                                                                               |
| XVII   | 1986 | И. М. Кобозева В. З. Демьянков Б. Ю. Городецкий | Г. Г. Кларк, Т. Б. Карлсон. Слушающие и речевой акт / Перевод с английского В. И. Герасимова |
| XVII   | 1986 | И. М. Кобозева В. З. Демьянков Б. Ю. Городецкий | Дж. Ф. Аллен, Р. Перро. Выявление коммуникационного намерения, содержащегося в высказывании / Перевод с английского Т. С. Зевахиной |
| XVII   | 1986 | И. М. Кобозева В. З. Демьянков Б. Ю. Городецкий | Д. Франк. Семь грехов прагматики: тезисы о теории речевых актов, анализе речевого общения, лингвистике и риторике / Перевод с английского А. А. Кибрика                                                                                     |
| XVII   | 1986 | И. М. Кобозева В. З. Демьянков Б. Ю. Городецкий | Р. И. Павилёнис. Понимание речи и философии языка (вместо послесловия) |
| XVIII  | 1986 | В. В. Петров                                    | Логический анализ естественного языка: |
| XVIII  | 1986 | В. В. Петров                                    | В. В. Петров. Язык и логическая теория |
| XVIII  | 1986 | В. В. Петров                                    | У. В. О. Куайн. Слово и объект (гл. I и V) / Перевод с английского М. А. Кронгауза |
| XVIII  | 1986 | В. В. Петров                                    | Д. Дэвидсон. Истина и значение / Перевод с английского Н. Н. Перцовой |
| XVIII  | 1986 | В. В. Петров                                    | Э. Сааринен. О метатеории и методологии семантики / Перевод с английского А. Л. Блинова |
| XVIII  | 1986 | В. В. Петров                                    | Д. Фоллесдаль. Понимание и рациональность / Перевод с английского М. А. Дмитровской |
| XVIII  | 1986 | В. В. Петров                                    | П. Стросон. Грамматика и философия / Перевод с английского Н. Н. Перцовой |
| XVIII  | 1986 | В. В. Петров                                    | Э. ЛеПор. В каких отношениях неудовлетворительна теорико-модельная семантика / Перевод с английского Н. Н. Перцовой |
| XVIII  | 1986 | В. В. Петров                                    | С. Крипке. Загадка контекстов мнения / Перевод с английского Г. Крейдлина |
| XVIII  | 1986 | В. В. Петров                                    | Дж. Сёрль и Д. Вандервекен. Основные понятия исчисления речевых актов / Перевод с английского А. Л. Блинова |
| XVIII  | 1986 | В. В. Петров                                    | З. Вендлер. Причинные отношения / Перевод с английского Н. Н. Перцовой |
| XVIII  | 1986 | В. В. Петров                                    | Л. Карлсон. Соединительный союз BUT / Перевод с английского М. А. Дмитровской |
| XVIII  | 1986 | В. В. Петров                                    | Р. Хилпинен. Семантика императивов и деонтическая логика / Перевод с английского А. Л. Блинова |
| XVIII  | 1986 | В. В. Петров                                    | Ф. Дж. Пеллетье. Или / Перевод с английского Г. Крейдлина |
| XVIII  | 1986 | В. В. Петров                                    | А. Вежбицка. Восприятие: семантика абстрактного словаря / Перевод с английского А. Д. Шмелёва |
| XIX    | 1987 | А. Н. Кононов А. Н. Барулин                     | Проблемы современной тюркологии: |
| XIX    | 1987 | А. Н. Кононов А. Н. Барулин                     | А. Н. Кононов и А. Н. Кононов. Теоретические проблемы турецкой грамматики. Вступительная статья |
| XIX    | 1987 | А. Н. Кононов А. Н. Барулин                     | Дж. Лотц. Турецкий вокализм и фонологическая теория / Перевод с английского А. В. Дыбо |
| XIX    | 1987 | А. Н. Кононов А. Н. Барулин                     | Л. Гржебичек. Фонологическая структура турецкого слова / Перевод с английского М. С. Полинской |
| XIX    | 1987 | А. Н. Кононов А. Н. Барулин                     | Н. Уотерсон. Некоторые вопросы фонологической структуры именных форм турецкого слова / Перевод с английского А. Н. Барулина |
| XIX    | 1987 | А. Н. Кононов А. Н. Барулин                     | М. Яваш. Опыт экспериментального исследования гармонии гласных в турецком языке / Перевод с английского М. С. Полинской |
| XIX    | 1987 | А. Н. Кононов А. Н. Барулин                     | Р. Б. Лиз . Фонология современного нормативного турецкого языка / Перевод с английского А. Н. Барулина |
| XIX    | 1987 | А. Н. Кононов А. Н. Барулин                     | Р. Б. Лиз . Гармония гласных в турецком языке и фонологическое описание ассимиляции / Перевод с английского А. Н. Барулина |
| XIX    | 1987 | А. Н. Кононов А. Н. Барулин                     | Р. Б. Лиз . Об одной морфонологической проблеме в турецком языке / Перевод с английского А. Ю. Айхенвальд |
| XIX    | 1987 | А. Н. Кононов А. Н. Барулин                     | Дж. Л. Малонэ. Генеративная фонология и турецкая рифма / Перевод с английского Н. К. Соколовской |
| XIX    | 1987 | А. Н. Кононов А. Н. Барулин                     | Р. Б. Лиз . Об одном способе экономного описания показателей лица и числа в турецком языке / Перевод с английского А. Н. Барулина |
| XIX    | 1987 | А. Н. Кононов А. Н. Барулин                     | Р. Б. Лиз . Связка в турецком языке / Перевод с английского А. Н. Барулина |
| XIX    | 1987 | А. Н. Кононов А. Н. Барулин                     | М. Добровольский. Агглютинативен ли турецкий язык? / Перевод с английского А. Н. Барулина |
| XIX    | 1987 | А. Н. Кононов А. Н. Барулин                     | К. Циммер. О некоторых ограничениях на каузативизацию в турецком языке / Перевод с английского А. В. Дыбо |
| XIX    | 1987 | А. Н. Кононов А. Н. Барулин                     | Э. Эргуванлы. Нетипичный случай падежного оформления в турецкой каузативной конструкции / Перевод с английского Н. К. Соколовской |
| XIX    | 1987 | А. Н. Кононов А. Н. Барулин                     | Р. Б. Лиз. Построение номинализованных конструкций в турецком языке и проблема эллипсиса / Перевод с английского А. Ю. Айхенвальд |
| XIX    | 1987 | А. Н. Кононов А. Н. Барулин                     | Р. Андерхилл. Причастия в турецком языке / Перевод с английского М. С. Полинской |
| XIX    | 1987 | А. Н. Кононов А. Н. Барулин                     | Х. Ханкамер, Л. Кнехт. Роль противопоставления подлежащих и неподлежащих имён в турецком языке при выборе формы причастия в относительной конструкции / Перевод с английского М. С. Полинской                                               |
| XIX    | 1987 | А. Н. Кононов А. Н. Барулин                     | М. Деде. Построение относительной конструкции в турецком языке, или есть ли необходимость в различении подлежащих и неподлежащих определяемых имён / Перевод с английского М. С. Полинской                                                  |
| XIX    | 1987 | А. Н. Кононов А. Н. Барулин                     | С. Тура, М. Деде. Общий и частный вопрос в турецком языке / Перевод с английского Н. К. Соколовской |
| XIX    | 1987 | А. Н. Кононов А. Н. Барулин                     | Дж. Малдер. Правила подъёма в турецком языке / Перевод с английского Н. К. Соколовской |
| XIX    | 1987 | А. Н. Кононов А. Н. Барулин                     | Л. Юхансон. Определённость и актуальное членение в турецком языке / Перевод с немецкого И. М. Богуславского |
| XIX    | 1987 | А. Н. Кононов А. Н. Барулин                     | Б. Нилсон. Определённость и референтность в связи с аккузативом в турецком языке / Перевод с английского Е. В. Филяковой |
| XIX    | 1987 | А. Н. Кононов А. Н. Барулин                     | Б. Нилсон. Говорящий, текст и турецкое возвратное местоимение kendisi / Перевод с английского Е. В. Филяковой |
| XIX    | 1987 | А. Н. Кононов А. Н. Барулин                     | Ф. Яваш. Аорист в турецком языке / Перевод с английского М. С. Полинской |
| XX     | 1988 | Н. А. Кондрашов                                 | Теория литературного языка в работах учёных ЧССР: |
| XX     | 1988 | Н. А. Кондрашов                                 | Н. А. Кондрашов. |
| XX     | 1988 | Н. А. Кондрашов                                 | К. Горалек. О теории литературного языка / Перевод с чешского Н. А. Кондрашова |
| XX     | 1988 | Н. А. Кондрашов                                 | А. Едличка. Литературный зык в современной коммуникации / Перевод с чешского Г. Я. Романовой и М. А. Уварова |
| XX     | 1988 | Н. А. Кондрашов                                 | А. Едличка. Типы норм языковой коммуникации / Перевод с чешского Л. Н. Смирнова |
| XX     | 1988 | Н. А. Кондрашов                                 | Я. Сабол. Теория коммуникации и изучение литературного словацкого языка / Перевод со словацкого М. А. Осиповой |
| XX     | 1988 | Н. А. Кондрашов                                 | Я. Хлоупек. О социальной и территориальной дифференциации чешского языка / Перевод с чешского Л. Н. Смирнова |
| XX     | 1988 | Н. А. Кондрашов                                 | В. Барнет. Связь коммуникативной сферы и разновидности языка в славянских языках / Перевод с чешского Н. А. Кондрашова |
| XX     | 1988 | Н. А. Кондрашов                                 | В. Барнет. Дифференциация национального языка и социальная коммуникация / Перевод с чешского Н. А. Кондрашова |
| XX     | 1988 | Н. А. Кондрашов                                 | С. Утешены. О расслоении чешского национального языка (методологические и терминологические замечания) / Перевод с чешского Н. А. Кондрашова                                                                                                |
| XX     | 1988 | Н. А. Кондрашов                                 | Я. Горецкий О теории литературного языка / Перевод со словацкого Л. Н. Смирнова |
| XX     | 1988 | Н. А. Кондрашов                                 | Ф. Кочиш. Границы литературного языка / Перевод со словацкого Н. А. Кондрашова |
| XX     | 1988 | Н. А. Кондрашов                                 | Ф. Мико. Характер разговорности и разговорного стиля / Перевод со словацкого М. А. Осиповой |
| XX     | 1988 | Н. А. Кондрашов                                 | Я. Босак. Разговорность как динамический фактор / Перевод со словацкого Г. Я. Романовой |
| XX     | 1988 | Н. А. Кондрашов                                 | И. Рипка. Место диалектов в совокупности образований национального языка / Перевод со словацкого М. А. Осиповой |
| XX     | 1988 | Н. А. Кондрашов                                 | А. Едличка. Теория языковой культуры сегодня / Перевод с чешского Г. Я. Романовой |
| XX     | 1988 | Н. А. Кондрашов                                 | Я. Качала. Аспекты совершенствования литературного языка / Перевод со словацкого Л. Н. Смирнова |
| XX     | 1988 | Н. А. Кондрашов                                 | Ф. Данеш. Позиции и оценочные критерии при кодификации / Перевод с чешского Н. А. Кондрашова |
| XX     | 1988 | Н. А. Кондрашов                                 | К. Гаузенблас. Культура языковой коммуникации / Перевод с чешского Н. А. Кондрашова |
| XX     | 1988 | Н. А. Кондрашов                                 | Я. Кухарж. Регулятивный аспект культуры речи / Перевод с чешского Н. А. Кондрашова |
| XXI    | 1988 | Вяч. Вс. Иванов                                 | Новое в современной индоевропеистике: |
| XXI    | 1988 | Вяч. Вс. Иванов                                 | Вяч. Вс. Иванов. Современное индо-европейское сравнительно-историческое языкознание |
| XXI    | 1988 | Вяч. Вс. Иванов                                 | Ж. Одри. Индоевропейский язык / Перевод с французского Л. В. Иванова |
| XXI    | 1988 | Вяч. Вс. Иванов                                 | М. Майрхофер. Индоевропейская грамматика. Т. 2. Фонетика / Перевод с немецкого С. А. Старостина |
| XXI    | 1988 | Вяч. Вс. Иванов                                 | П. Дж. Хоппер. Типология праиндоевропейского набора сегментов / Перевод с английского С. А. Старостина |
| XXI    | 1988 | Вяч. Вс. Иванов                                 | П. Дж. Хоппер. Языки «decem» и «taihun»: индоевропейская изоглосса / Перевод с английского С. А. Старостина |
| XXI    | 1988 | Вяч. Вс. Иванов                                 | Ж. Одри. Типология и реконструкция / Перевод с французского В. П. Нерознака |
| XXI    | 1988 | Вяч. Вс. Иванов                                 | Д. Г. Миллер. Некоторые теоретические и типологические следствия ограничения структуры индоевропейского корня / Перевод с английского С. А. Старостина                                                                                      |
| XXI    | 1988 | Вяч. Вс. Иванов                                 | Ф. Бадер. Области индоевропейской реконструкции / Перевод с французского Л. С. Баюн |
| XXI    | 1988 | Вяч. Вс. Иванов                                 | К. Шилдз. Некоторые замечания о раннеиндоевропейской именной флексии / Перевод с английского А. Ю. Айхенвальд |
| XXI    | 1988 | Вяч. Вс. Иванов                                 | П. У. Бросман. Семантика рода в хеттском языке / Перевод с английского А. Ю. Айхенвальд |
| XXI    | 1988 | Вяч. Вс. Иванов                                 | В. Шмальштиг. Морфология глагола / Перевод с английского Л. С. Баюн |
| XXI    | 1988 | Вяч. Вс. Иванов                                 | Ф. Бадер. Флексии сигматического аориста / Перевод с французского Л. С. Баюн |
| XXI    | 1988 | Вяч. Вс. Иванов                                 | В. П. Леман. Из книги «Протоиндоевропейский синтаксис» / Перевод с английского В. А. Матвеенко |
| XXI    | 1988 | Вяч. Вс. Иванов                                 | В. Дресслер. К вопросу о реконструкции индоевропейского синтаксиса / Перевод с немецкого В. А. Матвеенко и Л. И. Щёголевой |
| XXI    | 1988 | Вяч. Вс. Иванов                                 | А. Р. Бомхард. Пересмотр индоевропейско-семитской гипотезы / Перевод с английского С. А. Старостина |
| XXI    | 1988 | Вяч. Вс. Иванов                                 | К. Уоткинс. Аспекты индоевропейской поэтики / Перевод с английского Е. И. Ветровой |
| XXI    | 1988 | Вяч. Вс. Иванов                                 | М. Л. Уэст. Индоевропейская метрика / Перевод с английского А. Ю. Айхенвальд |
| XXI    | 1988 | Вяч. Вс. Иванов                                 | М. Майрхофер. Санскрит и языки древней Европы. Два века открытий и диспутов / Перевод с немецкого С. Л. Николаева |
| XXII   | 1989 | М. В. Софронов                                  | Языкознание в Китае: |
| XXII   | 1989 | М. В. Софронов                                  | М. В. Софронов. Китайское языкознание в 50-80-х гг. Вступительная статья |
| XXII   | 1989 | М. В. Софронов                                  | Ван Ли. Части речи / Перевод А. А. Беликова |
| XXII   | 1989 | М. В. Софронов                                  | Фу Цзыдун. Функция и позиция слова / Перевод А. А. Беликова |
| XXII   | 1989 | М. В. Софронов                                  | Ли Цзиньси, Лю Шижу. Ещё раз об изучении грамматики — разграничение частей речи и проблема существительных / Перевод А. А. Беликова |
| XXII   | 1989 | М. В. Софронов                                  | Чжан Чжигун. Теоретическое и прикладное значение грамматических исследований / Перевод А. А. Беликова |
| XXII   | 1989 | М. В. Софронов                                  | Фу Цзыдун. Разграничение и распознавание частей речи / Перевод А. А. Беликова |
| XXII   | 1989 | М. В. Софронов                                  | Люй Шусян. О «свободных» и «связанных» / Перевод Е. Б. Астрахан |
| XXII   | 1989 | М. В. Софронов                                  | Чжу Дэси. О морфеме ды / Перевод Е. Б. Астрахан |
| XXII   | 1989 | М. В. Софронов                                  | У Кэли. Новое в составлении двуязычных словарей / Перевод А. Л. Семенас |
| XXII   | 1989 | М. В. Софронов                                  | Гу Байлинь. К вопросу об отборе лексики и формировании словника «Китайско-русского словаря» / Перевод А. Л. Семенас |
| XXII   | 1989 | М. В. Софронов                                  | Ли Жун. Классификация диалектов гуаньхуа / Перевод О. И. Завьяловой |
| XXII   | 1989 | М. В. Софронов                                  | Ли Жулун. О лексических различиях между диалектами китайского языка / Перевод Е. Б. Астрахан |
| XXII   | 1989 | М. В. Софронов                                  | Ло Чанпэй. Чжоу Цзумо. Фонетика диалектов эпохи Хань / Перевод М. В. Софронова |
| XXII   | 1989 | М. В. Софронов                                  | Ли Жун. Лу Фаянь и его «Цеюнь» / Перевод А. А. Старостина |
| XXII   | 1989 | М. В. Софронов                                  | Гао Мин. О насечках на керамике и об истоках китайской иероглифической письменности / Перевод А. Кондрашевского |
| XXII   | 1989 | М. В. Софронов                                  | Лян Дунхань. Структура китайской письменности / Перевод М. В. Софронова |
| XXII   | 1989 | М. В. Софронов                                  | Чэнь Чжантай. Коротко о нормализации китайского устного языка / Перевод Е. Н. Румянцева |
| XXII   | 1989 | М. В. Софронов                                  | Чжоу Югуан. Модернизация китайского языка и письменности / Перевод Е. Н. Румянцева |
| XXII   | 1989 | М. В. Софронов                                  | 25 лет алфавита пиньинь цзыму / Перевод Е. Н. Румянцева |
| XXII   | 1989 | М. В. Софронов                                  | Ли Цзиньси. Декларация всекитайского конгресса движения за национальный язык / Перевод М. В. Софронова |
| XXIII  | 1988 | В. В. Петров В. И. Герасимов                    | Когнитивные аспекты языка: |
| XXIII  | 1988 | В. В. Петров В. И. Герасимов                    | В. В. Петров и В. И. Герасимов. На пути к когнитивной модели языка (вступительная статья) |
| XXIII  | 1988 | В. В. Петров В. И. Герасимов                    | Дж. Лакофф. Мышление в зеркале классификаторов / Перевод с английского Р. И. Розиной |
| XXIII  | 1988 | В. В. Петров В. И. Герасимов                    | Ч. Филлмор. Фреймы и семантика понимания / Перевод с английского А. Н. Баранова |
| XXIII  | 1988 | В. В. Петров В. И. Герасимов                    | М. Бирвиш. Насколько линейно упорядоченной является языковая обработка / Перевод с английского И. Г. Сабуровой |
| XXIII  | 1988 | В. В. Петров В. И. Герасимов                    | Т. А. ван Дейк и В. Кинч. Стратегия понимания связного текста / Перевод с английского В. Б. Смиренского |
| XXIII  | 1988 | В. В. Петров В. И. Герасимов                    | Д. Шпербер и Д. Уилсон. Релевантность / Перевод с английского В. И. Герасимова |
| XXIII  | 1988 | В. В. Петров В. И. Герасимов                    | Ф. Джонсон-Лэрд. Процедурная семантика и психология значения / Перевод с английского И. М. Кобозевой |
| XXIII  | 1988 | В. В. Петров В. И. Герасимов                    | У. Ленерт. Проблемы вопросно-ответного диалога / Перевод с английского Г. Крейдлина |
| XXIII  | 1988 | В. В. Петров В. И. Герасимов                    | М. Минский. Остроумие и логика когнитивного бессознательного / Перевод с английского М. А. Дмитровской |
| XXIV   | 1989 | Б. Ю. Городецкий                                | Компьютерная лингвистика: |
| XXIV   | 1989 | Б. Ю. Городецкий                                | Б. Ю. Городецкий. Компьютерная лингвистика: моделирование языкового общения (Вступительная статья) |
| XXIV   | 1989 | Б. Ю. Городецкий                                | Р. Шенк, Л. Бирнбаум, Дж. Мей. К интеграции семантики и прагматики / Перевод с английского Г. Ю. Левина |
| XXIV   | 1989 | Б. Ю. Городецкий                                | Дж. Карбонелл, Ф. Хейз. Стратегия преодоления коммуникативных неудач при анализе неграмматичных языковых выражений / Перевод с английского И. Г. Сабуровой                                                                                  |
| XXIV   | 1989 | Б. Ю. Городецкий                                | Венди Ленерт, М. Г. Дайер, П. Н. Джонсон, К. Дж. Янг, С. Харли. BORIS — экспериментальная система глубинного понимания повествовательных текстов / Перевод с английского Н. В. Перцова                                                      |
| XXIV   | 1989 | Б. Ю. Городецкий                                | М. Селфридж. Интегральная обработка обеспечивает надёжное понимание / Перевод с английского Т. С. Зевахиной |
| XXIV   | 1989 | Б. Ю. Городецкий                                | Б. А. Гудман. Идентификация референта и связанные с ней коммуникативные неудачи / Перевод с английского Н. В. Селивановой |
| XXIV   | 1989 | Б. Ю. Городецкий                                | Сандра Карберри. Модели пользователя: проблема неадекватности / Перевод с английского И. М. Кобозевой |
| XXIV   | 1989 | Б. Ю. Городецкий                                | Б. У. Баллард. Участие пользователя в спецификации синтаксических падежных фреймов в системе TELI: гибкий прагматически настраиваемый естественноязыковой процессор / Перевод с английского Г. Ю. Левина                                    |
| XXIV   | 1989 | Б. Ю. Городецкий                                | Ф. Дж. Хейз, А. Г. Гауптман, Дж. Г. Карбонелл, М. Томита. Семантико-синтаксический анализ устной речи: подход, основанный на семантических падежных фреймах / Перевод с английского В. Б. Кузнецова                                         |
| XXIV   | 1989 | Б. Ю. Городецкий                                | Кэтлин Маккьюин. Дискурсивные стратегии для синтеза текста на естественном языке / Перевод с английского Н. И. Лауфер |
| XXIV   | 1989 | Б. Ю. Городецкий                                | Дж. Слокум. Обзор разработок по машинному переводу: история вопроса, современное состояние и перспективы развития / Перевод с английского З. М. Шаляпиной                                                                                   |
| XXV    | 1989 | В. П. Нерознак В. Г. Гак                        | Контрастивная лингвистика: |
| XXV    | 1989 | В. П. Нерознак В. Г. Гак                        | В. Г. Гак. О контрастивной лингвистике. Вступительная статья |
| XXV    | 1989 | В. П. Нерознак В. Г. Гак                        | I. Теоретические проблемы контрастивной лингвистики: |
| XXV    | 1989 | В. П. Нерознак В. Г. Гак                        | В. Матезиус. О лингвистической характерологии (на материале современного английского языка) / Перевод с английского О. И. Романовой |
| XXV    | 1989 | В. П. Нерознак В. Г. Гак                        | В. Скаличка. Типология и сопоставительная лингвистика / Перевод с чешского Н. Н. Попова |
| XXV    | 1989 | В. П. Нерознак В. Г. Гак                        | Р. Ладо. Лингвистика поверх границ культур / Перевод с английского В. А. Виноградова |
| XXV    | 1989 | В. П. Нерознак В. Г. Гак                        | Э. Косериу. Контрастивная лингвистика и перевод: их соотношение / Перевод с немецкого Б. А. Абрамова |
| XXV    | 1989 | В. П. Нерознак В. Г. Гак                        | Р. Дж. Ди Пьетро. Языковые структуры в контрасте / Перевод с английского А. М. Кузнецова |
| XXV    | 1989 | В. П. Нерознак В. Г. Гак                        | Ч. А. Фергюсон. Проблемы влияния языковой ситуации на обучение второму языку / Перевод с английского Е. Р. Сквайрс |
| XXV    | 1989 | В. П. Нерознак В. Г. Гак                        | У. Немзер. Проблемы и перспективы контрастивной лингвистики / Перевод с английского Е. Р. Сквайрс |
| XXV    | 1989 | В. П. Нерознак В. Г. Гак                        | Р. Штернеманн (рук.) и колл. Введение в контрастивную лингвистику / Перевод с немецкого Е. Р. Сквайрс |
| XXV    | 1989 | В. П. Нерознак В. Г. Гак                        | Л. Дежё. Некоторые замечания о роли приложения типологии к контрастивной лингвистике / Перевод с английского Е. Р. Сквайрс |
| XXV    | 1989 | В. П. Нерознак В. Г. Гак                        | Б. Потье. Типология / Перевод с французского С. Л. Сахно |
| XXV    | 1989 | В. П. Нерознак В. Г. Гак                        | II. Методы контрастивного анализа языков: |
| XXV    | 1989 | В. П. Нерознак В. Г. Гак                        | К. Джеймс. Контрастивный анализ / Перевод с английского Н. А. Лауфер |
| XXV    | 1989 | В. П. Нерознак В. Г. Гак                        | Г. Хельбиг. Языкознание — сопоставление — преподавание иностранных языков / Перевод с немецкого Н. В. Васильевой |
| XXV    | 1989 | В. П. Нерознак В. Г. Гак                        | Т. П. Кшешовский. Эквивалентность, конгруэнтность и глубинная структура / Перевод с английского М. В. Левашовой |
| XXV    | 1989 | В. П. Нерознак В. Г. Гак                        | Г. К. Кёрквуд. Перевод как основа контрастивного лингвистического анализа / Перевод с английского О. И. Романовой |
| XXV    | 1989 | В. П. Нерознак В. Г. Гак                        | III. Контрастивная лингвистика и обучение языку: |
| XXV    | 1989 | В. П. Нерознак В. Г. Гак                        | Г. Никкель. Контрастивная лингвистика и обучение иностранным языкам / Перевод с английского А. М. Кузнецова |
| XXV    | 1989 | В. П. Нерознак В. Г. Гак                        | Дж. К. Кэтфорд. Обучение английскому языку как иностранному / Перевод с английского В. А. Росляковой |
| XXV    | 1989 | В. П. Нерознак В. Г. Гак                        | С. Гэсс, Дж. Ард. Овладение вторым языком и онтология языковых универсалий / Перевод с английского В. А. Росляковой |

## Переиздания
- Зарубежная лингвистика: Избранное / [Ред.-сост. В.Д. Мазо]. 1. М.: Прогресс, 1999. — 302 с. ISBN 5-01-004647-4
- Зарубежная лингвистика: Избранное / [Ред.-сост. В.Д. Мазо]. 2. М.: Прогресс, 1999. — 264 с. ISBN 5-01-004653-9
- Зарубежная лингвистика: Избранное / [Ред.-сост. В.Д. Мазо]. 3. М.: Прогресс, 1999. — 350 с. ISBN 5-01-004654-7

## Оценки
Серия не раз получала высокую оценку ведущих отечественных лингвистов. Так, Александр Реформатский в беседе 1973 года, вспоминая просветительскую деятельность В. А. Звегинцева, отмечал: «...честь и слава Владимиру Андреевичу, который свои хрестоматии издавал и эти серии “Новое в лингвистике”. Это очень нужные вещи».
Аналогично, Владимир Алпатов в 1993 году говорил о том, что благодаря Звегинцеву «была сформирована ранее отсутствовавшая целенаправленная система издания переводной лингвистической литературы»: 

Особо важную роль сыграла основанная им серия “Новое в лингвистике”, затем переименованная в “Новое в зарубежной лингвистике”. За три десятилетия существования В. А. Звегинцевым, а затем его последователями издано около 30 тематических сборников, в совокупности дающих чёткое представление о современном состоянии науки о языке в различных странах мира от США до КНР. Серия смогла сохраниться несмотря на все нападки и обвинения в “пропаганде буржуазной науки”, но сейчас она оказалась на грани гибели из-за отсутствия бумаги.